# 約翰·P·波波少尉級海上部隊預置艦
約翰·P·波波少尉級海上部隊預置艦是一款服役於美國海軍的多功能貨船。'約翰·P·波波少尉級由福爾河造船廠建造，相較於小路易斯·J·豪格下士級由民用商船服役後再進行改裝，該級從建造開始就是以軍事用途打造的，主要任務為確保一個師級30天的基本物資。

## 設計
約翰·P·波波少尉級能運輸載具、彈藥、常規物資及液態貨物。擁有162,500平方英尺車輛甲板空間，可載運1,605,000加侖燃油、81,700加侖淡水及522個TEU。除貨艙外，還能搭載2艘LCM-8登陸艇、1艘側載式絞纜拖船、4組動力化棧橋段及4組非動力棧橋段設備。車輛甲板集中於艦艉區域，配備承重達每平方英寸1.538噸的可收放式跳板。全艦配置5台39噸級起重機進行貨物裝卸，其中兩台雙聯起重機位於艦舯，一台起重機位於艏艏。艦艉設有直升機起降坪，可起降CH-53E級重型直升機。低矮的機艙結構則使上層可增設額外車輛甲板。

動力系統採用2具維克斯浦爾16TM410柴油引擎，總輸出26,400制動馬力，驅動單軸推進使航速達17.7節。續航力12,840海浬（18節航速）。另配備1,000制動馬力（746瓦）艏側推器輔助轉向。

### 服役
約翰·P·波波少尉級雖然是由美軍要求建造的運輸艦，然而在服役後美軍將其歸為美國軍事海運司令部轄下的艦艇，而美國軍事海運司令部又將其交由美國海外海運公司負責運營因此名義上為民用船隻，所以船號都帶有MV。
隨著美軍計劃改變，美國軍事海運司令部於2006年至2007年陸續收購委外運營的約翰·P·波波少尉級，並將舷號從MV改成軍用編號AK，分配到海上預置艦中隊。
而在約翰·P·波波少尉級漫長的服役生涯中，其已經參與美軍至今為止的大型戰役及人道救助，如沙漠盾牌行動、沙漠風暴行動、伊拉克戰爭及恢復希望行動。

## 同級艦
| 艦名                    | 舷號      | 造船廠       | 下水       | 服役       | 重編 | 退役 | 結局   |
| ----------------------- | --------- | ------------ | ---------- | ---------- | ---- | ---- | ------ |
| 約翰·P·波波少尉號       | T-AK-3008 | 福爾河造船廠 | 1985-02-16 | 1985       | 2007 | 尚未 | 服役中 |
| 德韋恩·T·威廉斯一等兵號 | T-AK-3009 | 福爾河造船廠 | 1985-05    | 1985-06    | 2006 | 尚未 | 服役中 |
| 巴爾多梅羅·洛佩茲中尉號 | T-AK-3010 | 福爾河造船廠 | 1985-10    | 1985-11-20 | 2006 | 尚未 | 服役中 |
| 傑克·朗穆斯中尉號       | T-AK-3011 | 福爾河造船廠 | 1986-02-22 | 1986-03-06 | 2006 | 尚未 | 服役中 |
| 威廉·R·巴頓中士號       | T-AK-3012 | 福爾河造船廠 | 1986-05    | 1986-06    | 2007 | 尚未 | 服役中 |

## 補充
1. ↑  散貨、貨櫃及滾裝能力
2. ↑  致敬在越戰中犧牲並榮獲榮譽勛章的海軍陸戰隊成員約翰·P·波波（英语：John P. Bobo）少尉
3. ↑  致敬在越戰中犧牲並榮獲榮譽勛章的海軍陸戰隊成員德韋恩·T·威廉斯（英语：Dewayne T. Williams）一等兵
4. ↑  致敬在韓戰仁川登陸時犧牲並榮獲榮譽勛章的海軍陸戰隊成員巴爾多梅羅·洛佩茲（英语：Baldomero López）中尉
5. ↑  致敬在二戰硫磺島戰役中犧牲並榮獲榮譽勛章的海軍陸戰隊成員傑克·朗穆斯（英语：Jack Lummus）中尉
6. ↑  致敬因刺殺反對美國佔領海地並成立海地臨時政府的海地民族主義鬥士夏尔马涅·佩拉尔特（英语：Charlemagne Péralte）而榮獲榮譽勛章的海軍陸戰隊成員威廉·羅伯特·巴頓（英语：William Robert Button）中士，巴頓隨後於同年因感染瘧疾而於海地病逝

## 相關
1. ↑  . www.navsource.org.   [2021-12-02].Template:Bsn
2. ↑  . man.fas.org.   [2021-12-04].
3. ↑  . www.navsource.org.   [2021-12-04].
4. ↑  Saunders, Stephen. . Jane's Information Group. 2015. ISBN 978-0-7106-3143-5.
5. ↑  . www.navysite.de.   [2022-02-12]. （原始内容存档于13 February 2022）.